# Њемецка
Њемецка (слч. Nemecká) насељено је мјесто са административним статусом сеоске општине (слч. obec) у округу Брезно, у Банскобистричком крају, Словачка Република.

## Становништво
| Година:    | 1994. | 2004.   | 2014.   | 2024.   |
| ---------- | ----- | ------- | ------- | ------- |
| Број људи: | 1708  | 1813    | 1826    | 1691    |
| Разлика:   |       | +6,14 % | +0,71 % | -7,39 % |

| Година:    | 2023. | 2024.   |
| ---------- | ----- | ------- |
| Број људи: | 1694  | 1691    |
| Разлика:   |       | -0,17 % |

Према подацима о броју становника из 2011. године насеље је имало 1.845 становника.